# کارولکوف ربنووسکی
کارولکوف ربنووسکی (به لهستانی:  Karolków Rybnowski) یک روستا در لهستان است که در گمینا ربنو (استان ماسوویان) واقع شده‌است.